# PlayStation 2

Logo konsoli

PlayStation 2 (w skrócie PS2) – konsola gier wideo produkcji Sony Computer Entertainment, następca PlayStation. Konsola miała premierę 4 marca 2000 w Japonii, w Stanach Zjednoczonych 26 października 2000, a w Polsce 28 listopada 2000.
Sprzęt pozwala na uruchamianie gier przeznaczonych specjalnie na tę platformę zapisanych na płytach CD-ROM i DVD-ROM. Urządzenie jest kompatybilne wstecz, tzn. umożliwia również korzystanie z większości starszych gier przeznaczonych dla konsoli PlayStation. Konsola pozwala również na odtwarzanie filmów na dyskach DVD-Video oraz muzyki na dyskach CD-Audio. Urządzenie sprzedawane jest w wersji standardowej i slim (zmniejszonej wersji, znanej również jako PSTwo) w kolorze czarnym oraz dwóch specjalnych wersjach kolorystycznych: Satin Silver (srebrnej) oraz Pink (różowej). Pozwala również na grę wieloosobową przez Internet – wymaga to dodatkowego urządzenia o nazwie Network Adapter (w wersji slim jest on już wbudowany).
W dniu premiery w Stanach Zjednoczonych sprzedano około 500 000 sztuk, a sprzedaż konsoli wygenerowała przychód ok. 149 mln dolarów. Łączna liczba sprzedanych egzemplarzy na całym świecie wyniosła ponad 160 milionów. W Polsce, ze względu na bardzo wysoką cenę, sprzedano 1000 sztuk do marca 2001. Po 40 miesiącach od premiery, Sony Poland sprzedało 50 tysięcy sztuk konsoli, natomiast pozycję lidera rynku osiągnięto w roku 2006, kiedy to odnotowano rekordową sprzedaż.
W styczniu 2013 roku przedsiębiorstwo Sony poinformowało, że kończy produkcję i sprzedaż konsoli na całym świecie.
W 2020 opracowano metodę, która pozwala na uruchamianie pirackich kopii gier oraz nieoficjalnego oprogramowania tylko po włożeniu spreparowanej odpowiednio płyty DVD, bez konieczności instalowania tzw. „modchipa” (układu elektronicznego umożliwiającego odczytywanie nieautoryzowanych dysków).

## Specyfikacja techniczna
- CPU: Emotion Engine o częstotliwości 300 MHz[12]
- RAM: 32 MB w dwóch kanałach po 800 MHz o przepustowości 3,2GB/s[12]
- Obsługiwane formaty dysków optycznych: CD-ROM[13], DVD-ROM[14], Audio CD, DVD-Video; późniejsze wersje odczytują również dyski: CD-R[15] oraz DVD-RW/+RW[16]
- waga konsoli: 900 g
- waga zasilacza: 350 g
- Złącza i porty konsoli:
  - 2 porty kontrolerów zgodnych z PlayStation
  - 2 gniazda karty pamięci zgodnych z PlayStation[17]
  - 2 porty USB[18]
  - 1 kamera świetlna – EyeToy[19]
  - port IrDA dla pilota (tylko modele serii SCPH-50004 i wyższych)
  - wejście zasilania (8,5 V)
  - optyczne wyjście cyfrowe (do podłączenia cyfrowego zestawu audio)
  - złącze PCMCIA (tylko modele serii 10000, 15000 oraz 18000)
  - FireWire (tylko modele serii 1xxxx – 3xxxx)
  - PS2 Expansion Bay (tylko modele serii 3xxxx i 5xxxx)

- wyjścia AV:
  - Composite video
  - S-Video
  - SCART/JP21 RGB
  - VGA (tylko gdy gra obsługuje skanowanie progresywne)
  - Component Video/D-Terminal
- tylko wersja slim:
  - waga konsoli: 600 g
  - waga zasilacza: 250 g
  - port RJ-45 lub RJ-11 (w zależności od wersji)
  - możliwość podłączenia do konsoli monitora LCD (jeśli monitor posiada wejście Component video).

## Galeria

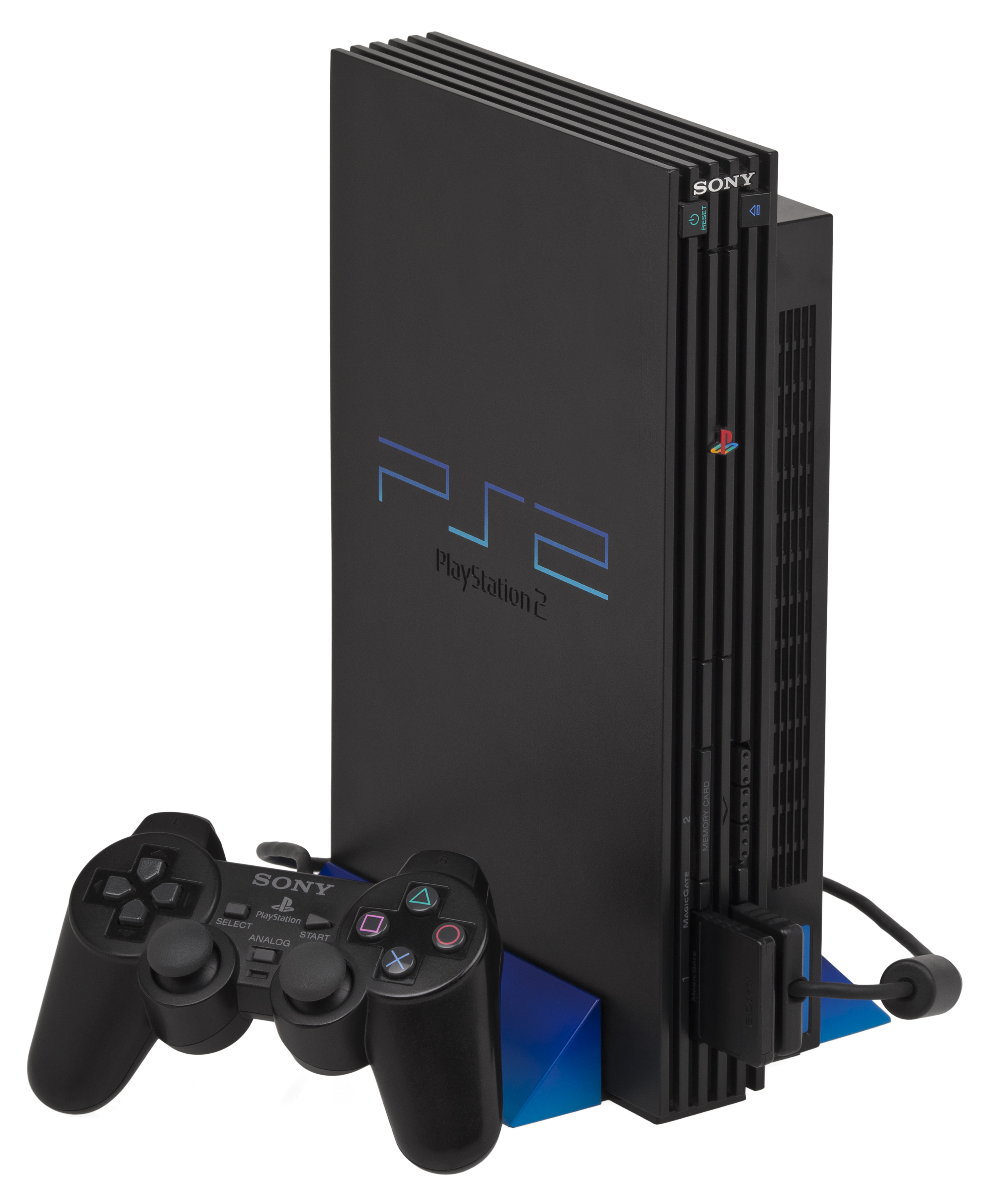
Konsola PlayStation 2 w wersji standardowej
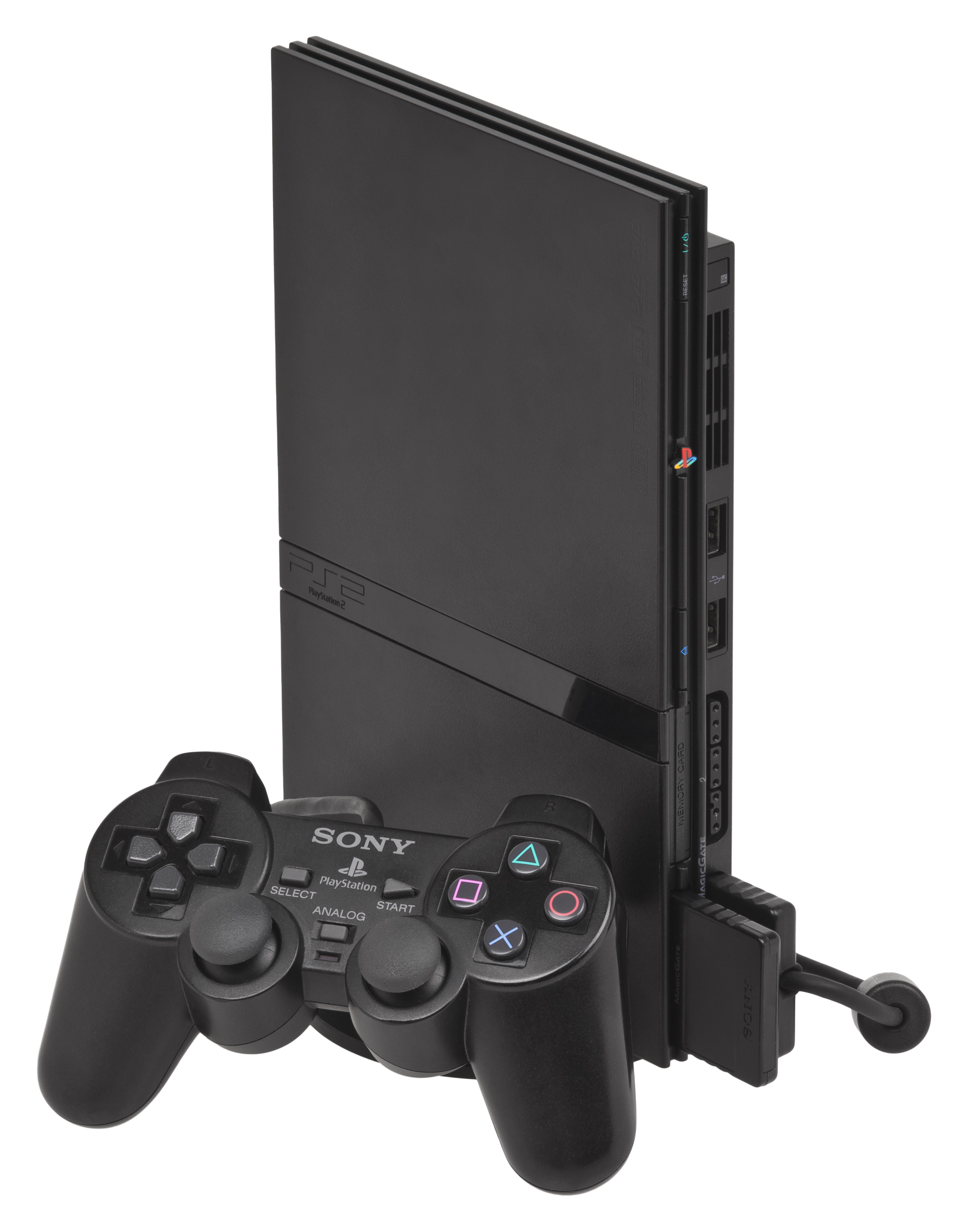
Konsola PlayStation 2 w wersji slim
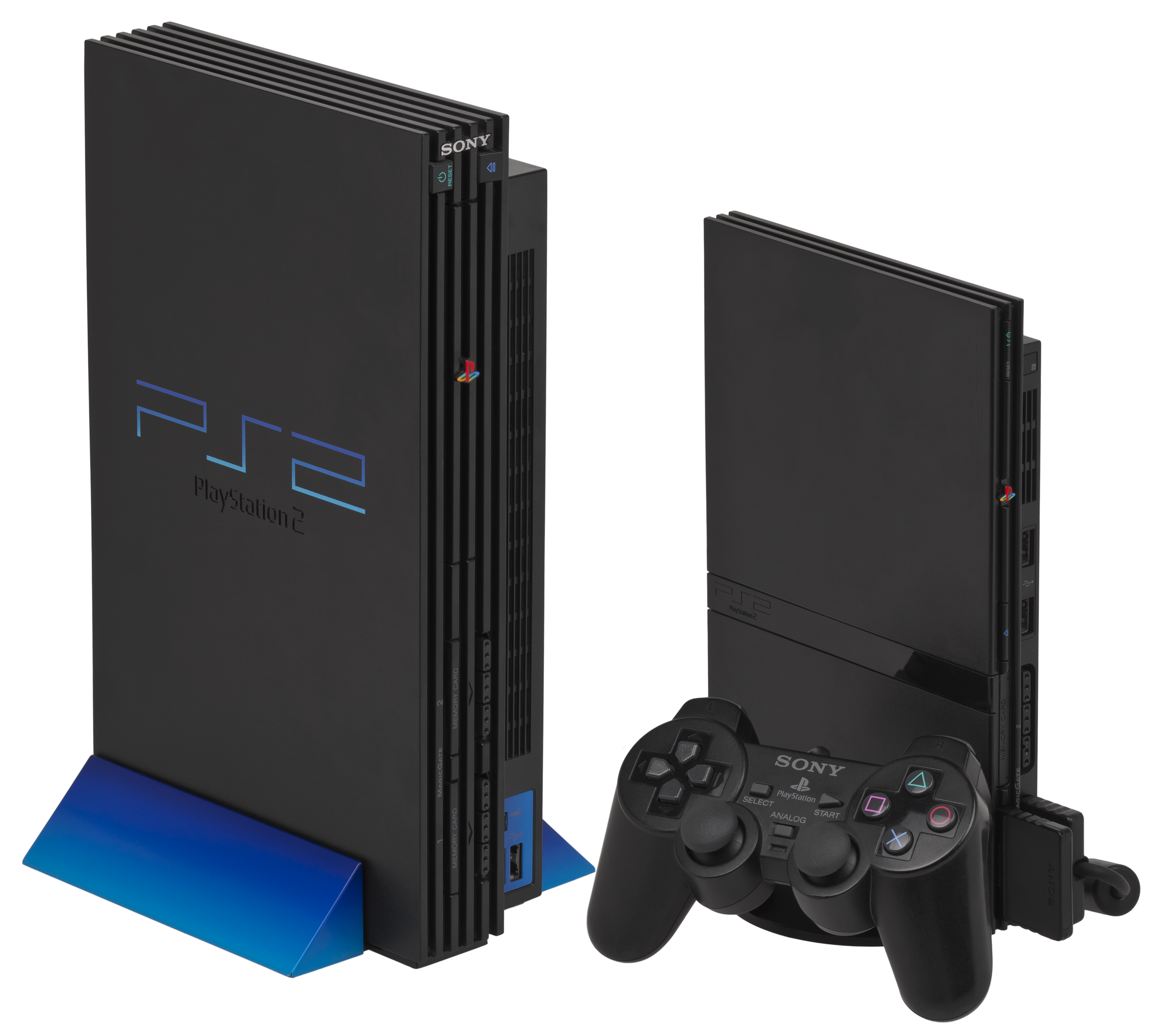
Konsole w wersjach Fat i Slim oraz pad DualShock 2
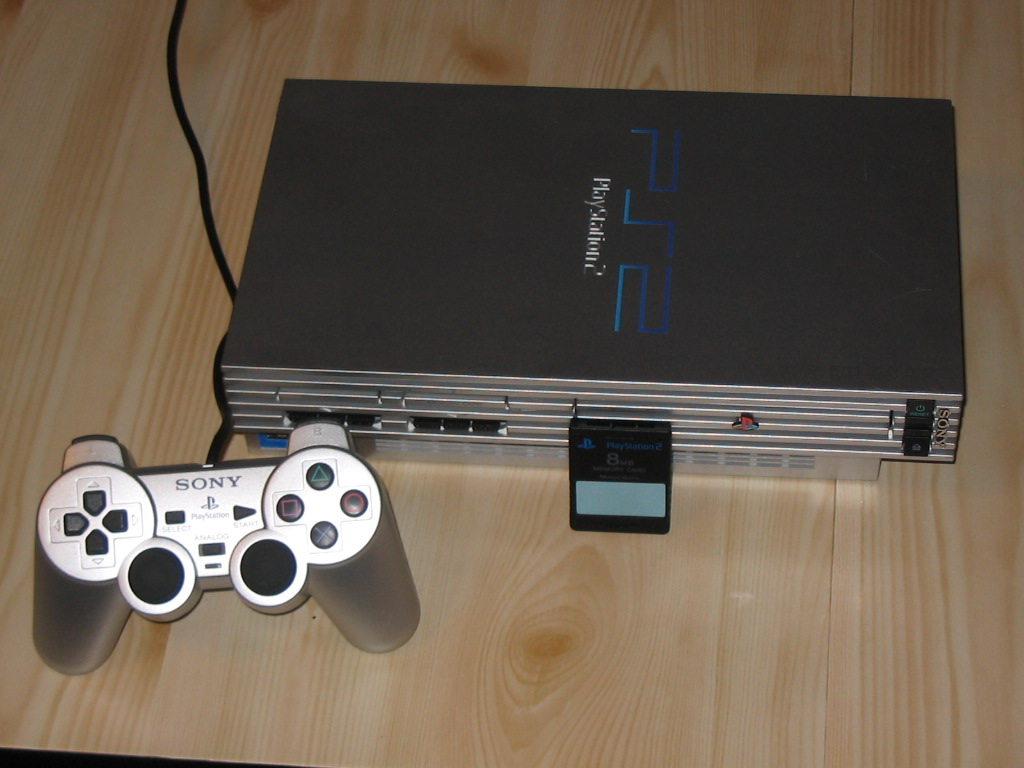
Konsola PlayStation 2 w standardowej wersji w kolorystyce srebrnej (Satin Silver)
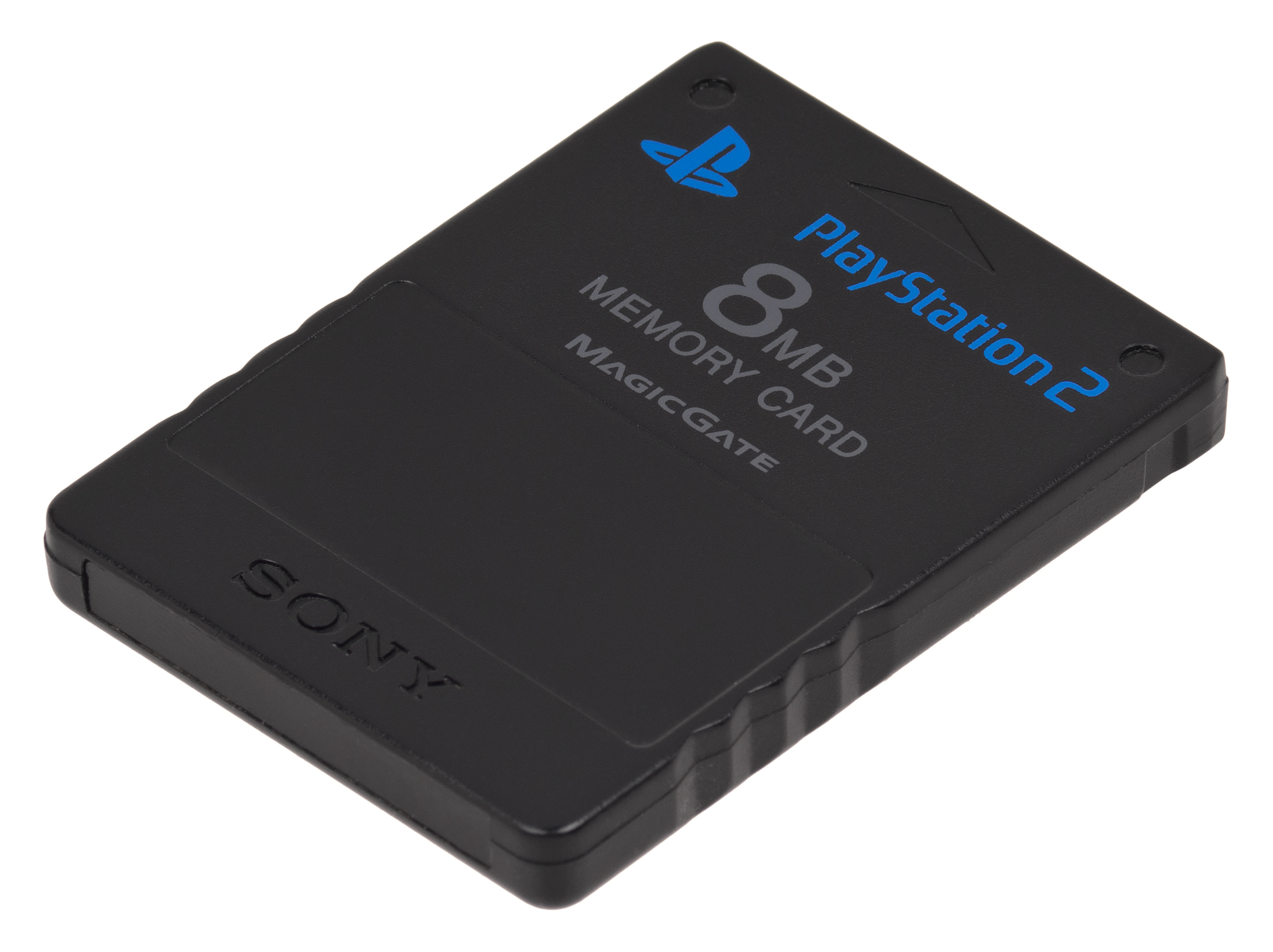
Karta pamięci konsoli
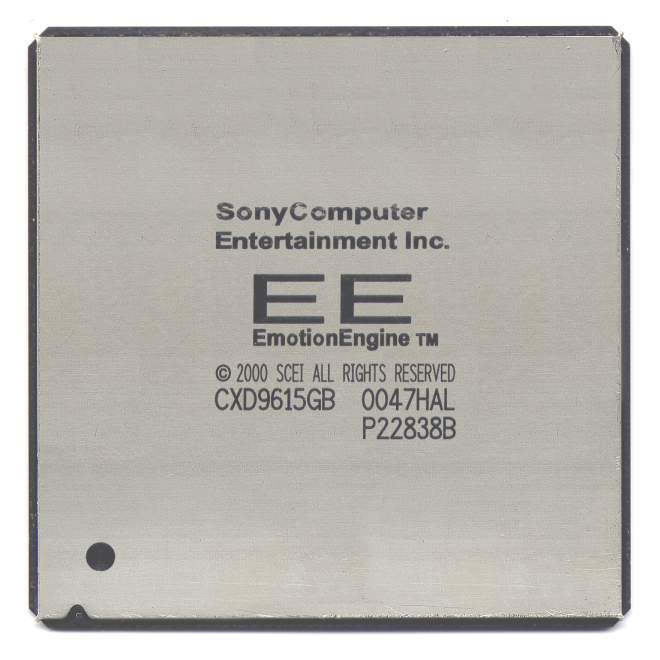
Procesor PS2 Emotion Engine
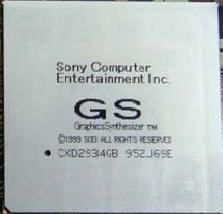
Procesor graficzny PS2